# Mohamed Touré
Mohamed Touré (Angera, 27 aprile 1992) è un cestista italiano.

## Carriera
Nella stagione 2010-11 ha disputato la Divisione Nazionale B con la Robur et Fides Varese; ha vinto la Coppa Italia LNP 2010-11, ed è stato nominato miglior giocatore della finale.
Nel 2011-12 è passato in prestito alla Fulgor Omegna, con cui ha giocato 34 partite in DNA 2011-12 e 32 nel campionato successivo, giocato sempre in DNA con il club piemontese.
Nell'estate 2012 disputa i FIBA EuroBasket Under 20 con l'Nazionale di categoria allenata da Pino Sacripanti.
Il 7 agosto 2013 viene ingaggiato dall'Olimpia Milano, firmando un contratto annuale.
Nell'agosto del 2014 viene ingaggiato dalla Viola Reggio Calabria, militante nel campionato di A2 Silver. Non disputa però nessuna partita a causa di un infortunio che lo costringe a rescindere 2 mesi dopo, all'inizio di ottobre.
Dopo 5 mesi di allenamento individuale e attività riabilitativa il 26 febbraio 2015 torna nuovamente dove è cresciuto nelle giovanili, alla Robur et Fides Varese, dove disputerà il campionato di Serie B, giocando complessivamente 8 partite tra regular season e playoff.
Nell'estate del 2015 resta in Serie B e sceglie la maglia viola, sposando il nuovo progetto della Fiorentina Basket di cui diventa anche il capitano agli ordini di coach Stefano Salieri.
Dopo l'esperienza a Firenze firma per la stagione 2016-2017 alla Pallacanestro Orzinuovi, con la quale, nel giugno successivo, conquista alle finali tour di Montecatini la promozione in Serie A2.
Inizia la stagione 2017-18 con la maglia di Orzinuovi. Il 24 gennaio 2018 risolve il contratto che lo legava alla società orceana per approdare all'Auxilium Torino nella massima serie italiana.
Nell'estate 2018 torna in Serie A2 firmando con la maglia di EBK Roma.
A gennaio 2019, con una trattativa lampo, torna a Firenze per giocare ancora con la Fiorentina Basket in serie B agli ordini di coach Andrea Niccolai.
Nell'estate 2019 firma e inizia la sua avventura con la Omnia Basket Pavia.
Nel febbraio 2021 approda alla Juvi Cremona con cui raggiunge i playoff.

## Palmarès

### Squadra
- Campionato italiano: 1

Olimpia Milano: 2013-14
- Coppa Italia: 1

Auxilium Torino: 2018
- Campionato italiano di Serie B

Orzinuovi: 2016-17
- Coppa Italia Divisione Nazionale A: 1

Omegna: 2012
- Coppa Italia Serie B Dilettanti: 1

Robur et Fides Varese: 2011

### Individuali
- MVP Coppa Italia Serie B Dilettanti (2011)